# Zoropsis spinimana
La falsa licosa (Zoropsis spinimana Dufour, 1820) è un ragno della famiglia delle Zoropsidae, diffuso principalmente nell'Europa meridionale. È una delle 14 specie viventi del genere Zoropsis, di cui 4 presenti in Italia.

## Etimologia
Il nome "falsa licosa" deriva dalla stretta somiglianza (così come per quasi tutte le specie del genere Zoropsis) con i ragni della famiglia Lycosidae, come la tarantola.

## Descrizione

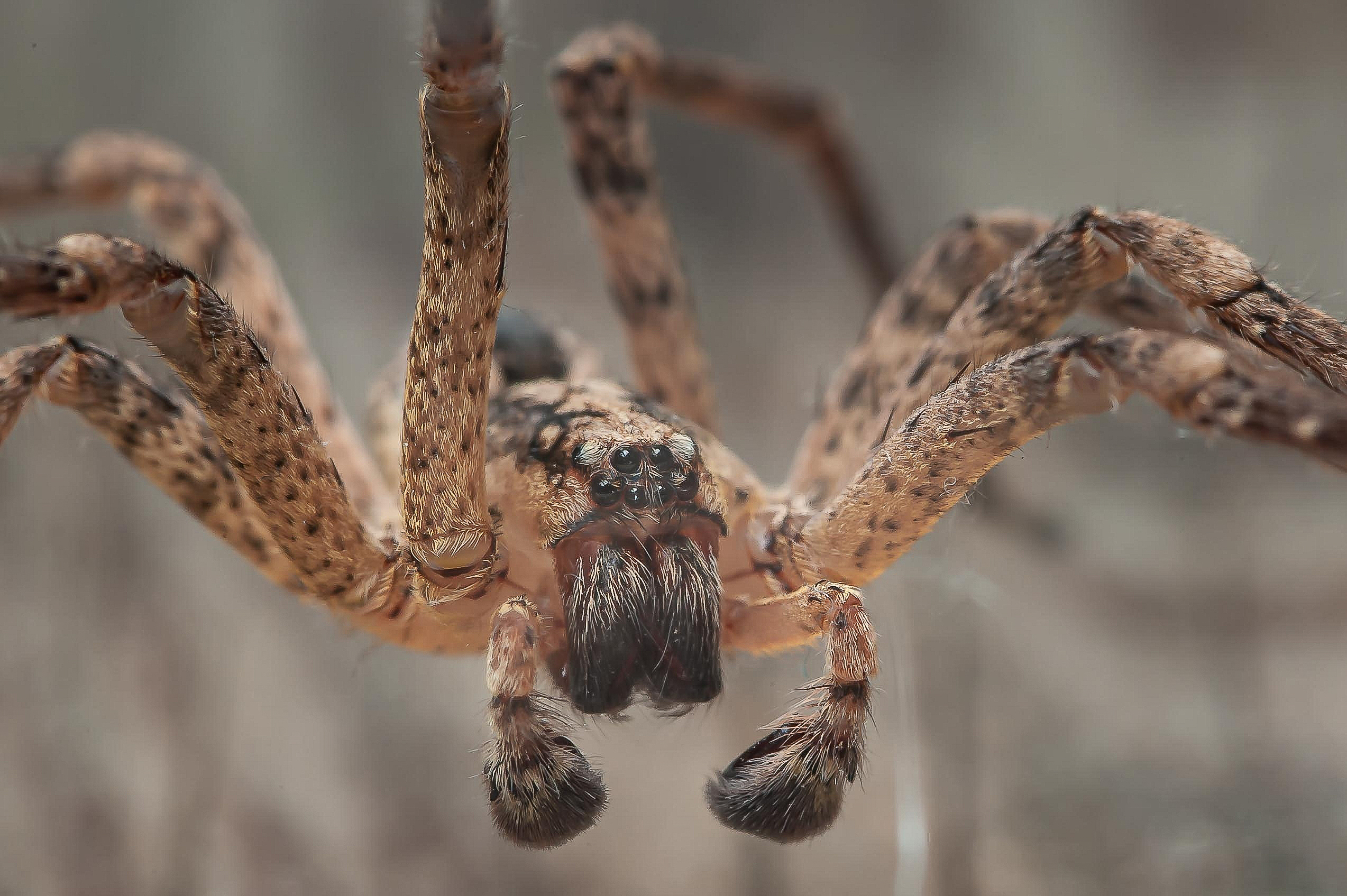
Esemplare maschio; si notino le zampe più lunghe rispetto alla femmina

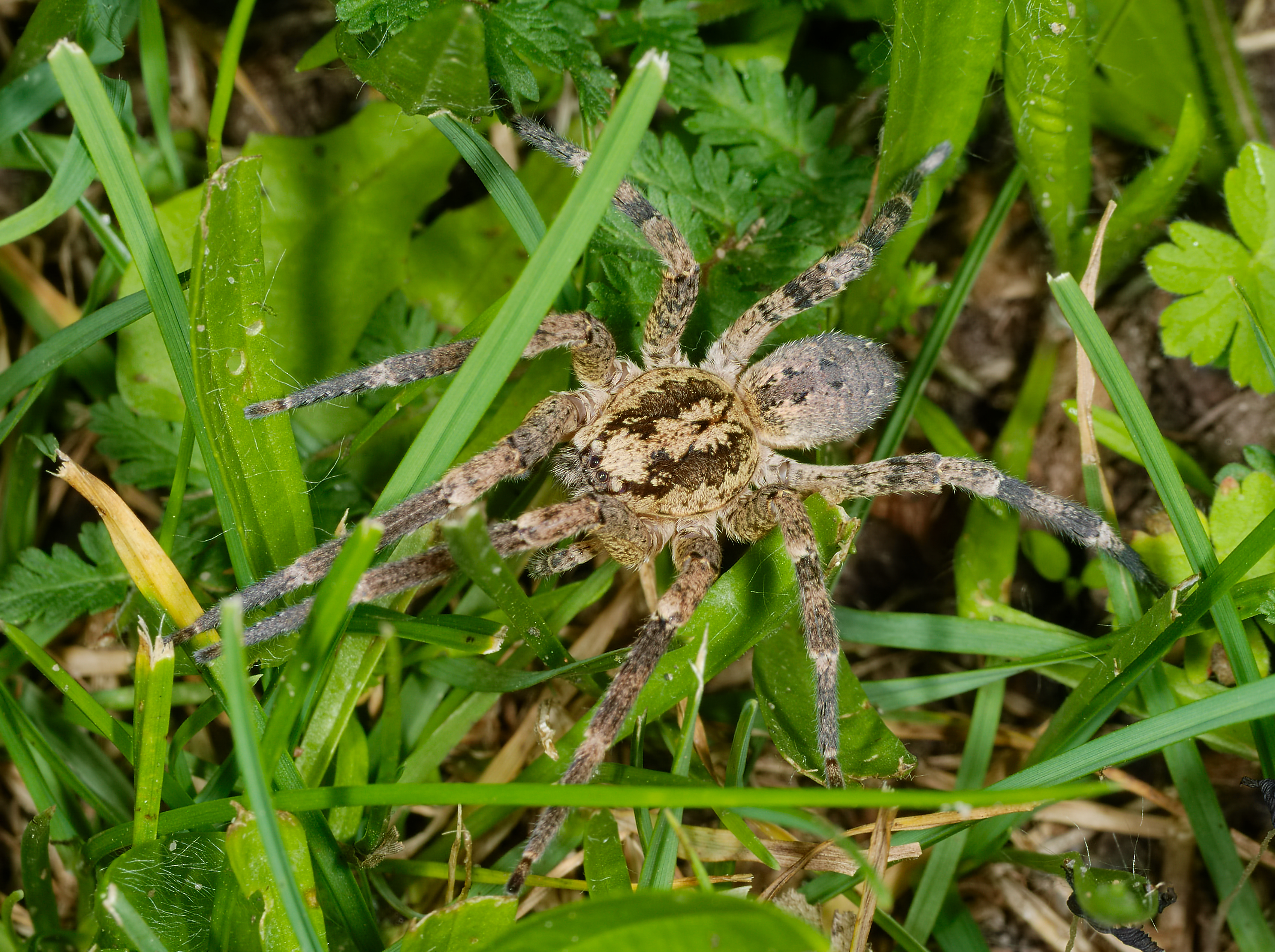
Esemplare femmina

La spinimana è un ragno dalle dimensioni non indifferenti, dai 10 mm dei maschi ai 30 mm di lunghezza delle femmine adulte. Includendo le zampe, può coprire una superficie di un diametro di circa 50 mm.
Come suggerisce il nome volgare, il loro aspetto ricorda facilmente i ragni lupo, con una livrea leggermente pelosa molto decorata a striature radiali grigio-brune sull'addome e una banda nera centrale sullo stesso. Al centro del cefalotorace è presente un disegno delle stesse tonalità dell'addome, a forma di X, posto sulla sommità e terminante all'opistosoma. Un'importante differenza estetica dai ragni lupo è la composizione oculare: nella falsa licosa gli occhi sono più piccoli e più ristretti sulla parte frontale del corpo.
È presente, in fase adulta, un forte dimorfismo sessuale. Il maschio è snello con arti molto lunghi; la femmina presenta invece zampe corte e un corpo più robusto.

## Biologia

### Comportamento
Il ragno è lento nei movimenti, anche in situazioni di stress, e non è in grado di saltare, tuttavia ha la tendenza a lanciarsi nel vuoto se minacciato. A differenza delle simili vere licose, Zoropsis spinimana è in grado invece di arrampicarsi su varie superfici come vetro o plastica. Ragno dalle spiccate potenzialità sinantropiche, predilige antri riparati e le ore meno luminose del giorno, dove caccia preferibilmente su superfici verticali. Durante il giorno lo si può notare in posizione "allungata" lungo gli spigoli dei muri. Tesse rarissimamente la ragnatela, che usa principalmente per tenere al sicuro le uova o per attutire la caduta quando si lascia cadere per fuggire.
Il morso della falsa licosa è raro ma più probabile da parte di esemplari femmine che proteggono le uova; è possibile che il morso ferisca, ma esso non ha pressoché alcun effetto sull'uomo.

### Alimentazione
Non usando una ragnatela, la sua alimentazione è composta principalmente da agguati a piccoli artropodi (in particolare notturni) come grilli, falene o altri ragni.

### Riproduzione
Mentre i maschi vagano cercando una compagna per riprodursi, le femmine sono individui stazionari in attesa del maschio. Come per buona parte delle attività del ragno, anche l'accoppiamento avviene durante la notte: tramite un breve rito di corteggiamento, il maschio fa capire alla femmina di essere della stessa specie, dopodiché la feconda. La durata dell'accoppiamento è dell'ordine di poche ore.
Entro 15 giorni dalla fecondazione viene deposto il sacco ovigero. In questi 15 giorni la femmina accumula cibo e aumenta l'aggressività, tessendo una spessa tela attorno al luogo di deposizione; il sacco (semisferico) viene solitamente fissato a una parete liscia di uno spazio stretto, come può essere tra una corteccia e il tronco di un albero. Restando con le zampe posteriori incrociate, la femmina sorveglia il cocoon durante l'intera incubazione, assumendo una posa ritenuta atta a scacciare gli eventuali predatori presenti nei luoghi abituali di deposizione. 
Dopo 45 giorni dall'inizio dell'incubazione nasce la prole, solitamente in una cinquantina di unità; la colorazione dei giovani è leggermente più chiara di quella degli adulti.
La morte della madre coincide solitamente con la schiusa dei sacchi ovigeri.

### Pericolosità
Nonostante non sia un ragno aggressivo nei confronti dell'uomo, se si sente in pericolo può arrivare a mordere, specie se l'esemplare è una femmina gravida o che protegge le sue uova.
Sebbene alcune fonti riportino che il suo veleno è necrotico, in generale comporta effetti indesiderati non gravi, come gonfiore e rossore in prossimità del morso, anche perché ne inietta in piccole quantità e che può essere anche bruciante e doloroso per pochi minuti per via dei grandi cheliceri.

## Distribuzione e habitat
La specie è diffusa su tutta l'Europa bagnata dal Mar Mediterraneo, compresa l'intera Italia, anche se alcuni esemplari sono stati individuati fino in Ucraina. Tra il XX e XXI secolo è stata introdotta anche negli Stati Uniti, in particolare nella Baia di San Francisco, dalla quale sta avendo una lenta espansione. Agli inizi del XXI secolo la specie manifesta un'ulteriore espansione verso l'Europa settentrionale, con avvistamenti in Tirolo, Basilea e Inghilterra.
Predilige i luoghi secchi e riparati, spesso nei pressi delle abitazioni umane nelle quali si rifugia nel periodo invernale.

## Conservazione
La specie non è considerata nella Lista rossa IUCN; è altamente diffusa, con probabilmente assente rischio di estinzione.